# Бильманис, Альфредс
Альфредс Бильманис (латыш. Alfrēds Bīlmanis; 2 февраля 1887, Рига, Лифляндская губерния, Российская империя — 26 июля 1948, Рехобот-Бич, Делавэр, США) — латвийский политический и государственный деятель, дипломат, публицист, доктор исторических наук, активист латвийской эмиграции в США.

## Биография
Окончил классическую гимназию в Риге, затем в 1905—1910 годах изучал историю в Московском университете. В 1925 году защитил докторскую диссертацию в Университете Вильно, посвященную салическому праву ("Положение женщин и детей на основе «Lex Salica» и «Capitualria»).
В 1910—1912 годах служил в русской царской армии, затем учительствовал в Ереване и на Волыни (1912—1914). После начала Первой мировой войны был мобилизован, работал в штабах 5-й, 12-й, затем 6-й армий, состоял в редакции газеты «Вестник войск гвардии» и редактором «Вестника вооружённых сил». В июле 1917 года получил звание подпоручика. После заключения Брест-Литовского мира демобилизовался из армии, работал инспектором Ровенского коммерческого училища (1918—1920).
После 1920 года работал в Министерстве иностранных дел Латвийской Республики, руководил пресс-службой МИД. В 1927 году стал дипломатическим представителем Латвии в Лиге Наций. В 1932—1935 годах был послом в СССР, а с 1935 года представлял страну в Вашингтоне (США).
В июле 1940 года направил правительству США ноту, в которой сообщал о незаконности выборов в т. н. Народный сейм Латвии и возможное присоединение страны к СССР, на что те заявили, что США все равно признают Латвию де-факто и де-юре.
Остался в США, где работал над международным признанием независимости Латвии. Опубликовал работы: «Латвия в процессе становления» (1928), «Латвия в современном мировом кризисе. Факты и цифры» (1942), «Латвийско-российские отношения. Документы» (1944), «Балтийские очерки» (1945), «Латвия как независимое государство» (1947), «История Латвии» (1951; посмертно).
Участвовал в создании латышских энциклопедических изданиях: «Латвийский разговорный словарь» (1927—1940) и «Latvju mazā enciklopēdija» (1936—1937). Соучредитель и почётный член Латвийской ассоциации прессы, член Рижского латышского общества и Рижского Ротари-клуба. Основатель Латвийского пресс-клуба и ПЕН-клуба.